# PQ-13

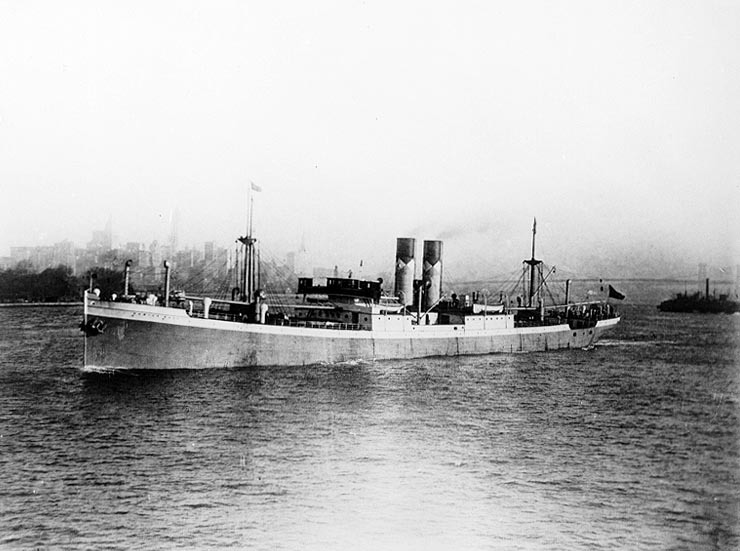
Грузовой пароход «Хоувик Хол». В 1942 году «Рейсланд» — одно из погибших судов конвоя.

Конвой PQ-13 — арктический конвой времён Второй мировой войны.
PQ-13 был отправлен в СССР 10 марта 1942 года со стратегическими грузами и военной техникой из США, Канады и Великобритании из Шотландии. В его состав входило 19 грузовых судов. Прикрытие конвоя осуществлялось несколькими группами кораблей союзников.
До 30 марта большинство судов прибыли в Мурманск, последние отставшие суда пришли к 1 апреля. Всего из этого конвоя благополучно дошли 14 грузовых судов, противнику удалось потопить 5 транспортов и один корабль сопровождения.